# Râul Sfinsca
Râul Sfinsca este un curs de apă, afluent al râului Cladova. 